# Domenico Alfani
Domenico Alfani (Pérouse, vers 1480 – vers 1553)  est un peintre italien de l'école ombrienne.

## Biographie
Fils d'un orfèvre de la cité de Pérouse, il est formé dans l'atelier du Pérugin  et y rencontra  Raphaël avec qui il travailla entre 1504 et 1507 et sa principale contribution connue est la cimaise du retable Baglioni dont le style montre l'influence de l'école florentine qu'il adopta.
Son fils, Orazio Alfani, fut également un peintre éminent de Pérouse, et le fondateur de son académie de peinture.

## Œuvres

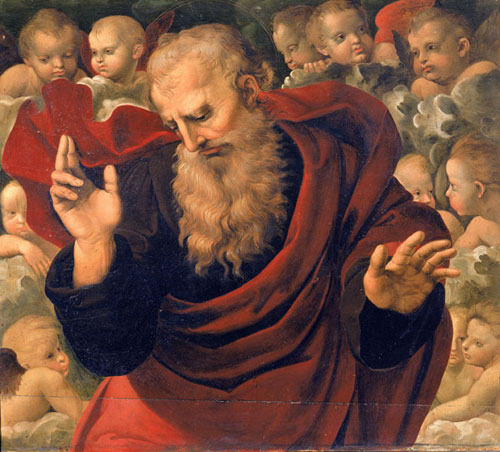
Eterno benedicente, cimaise du Retable Baglioni.

- Madonna in trono col Bambino e i santi Martino vescovo e Maria Maddalena (1521), Dôme de Città della Pieve.
- Madonna in trono col Bambino e i santi Stefano, Bartolomeo, Antonio e Francesco, pour l'église San Francesco, Città della Pieve, conservée à la  Galerie nationale de l'Ombrie, Pérouse.
- Eterno benedicente, cimaise du retable Baglioni, dite  Déposition Borghèse, Galerie Borghèse, Rome.
- Vergine in trono coi santi, Galerie nationale de l'Ombrie, Pérouse.
- Peintures de l'église di Castel Rigone (d'après Vasari)
- Sacra Famiglia,
- Pietà,